# Estação Siqueira Campos / Copacabana
A Estação Siqueira Campos / Copacabana é uma estação da Linha 1 do Metrô do Rio de Janeiro. Foi inaugurada em 2002, sendo a segunda estação do bairro de Copacabana, localizada no encontro das ruas Siqueira Campos e Tonelero. É uma das estações que têm maior fluxo diário (76 mil pessoas).
Em agosto de 2022, a estação foi renomeada de "Siqueira Campos" para "Siqueira Campos / Copacabana", ocasião em que as estações ganharam sufixos com os nomes dos bairros em que se localizam.
Em alguns fins de semana e feriados, a estação recebe os trens da Linha 2.
Possui dois acessos: 
- Acesso A - Siqueira Campos
- Acesso B - Figueiredo Magalhães

## Tabelas
| Sigla | Estação                      | Inauguração | Capacidade                   | Integração | Plataformas | Posição     | Notas            |
| ----- | ---------------------------- | ----------- | ---------------------------- | ---------- | ----------- | ----------- | ---------------- |
| SCP   | Siqueira Campos / Copacabana | 2002        | 76 mil passageiros hora/pico |            | Laterais    | Subterrânea | Estação em curva |